# Sân bay Haifa
Sân bay quốc tế Haifa (tiếng Hebrew: נמל התעופה חיפה, Namal HaTe'ufa Haifa, cũng có tên là Sân bay U Michaeli) (IATA: HFA, ICAO: LLHA) là một sân bay tọa lạc ở Haifa, Israel. Vị trí sân bay ở phía đông thành phố, gần cảng Kishon và Israel Shipyards, sân bay chủ yếu phục vụ dân sự, có sử dụng quân sự. Sân bay được đặt tên theo Uri Michaeli, một trong những người tiên phong của hàng không Do Thái, một trong những người sáng lập ngành hàng không Israel. Sân bay có một đường băng, đang có kế hoạch mở rộng vào vùng đất lấn biển ở vịnh Haifa.

## Lịch sử
Sân bay Haifa được thiết lập bởi British Mandate năm 1934, ban đầu làm sân bay quốc tế phục vụ quân đội Anh và công ty dầu mỏ Iraq-Anh, APS. Năm 1936, các tuyến bay nối với Beirut và Cộng hòa Síp được khai trương, năm 1938 có tuyến bay đi Ý. Trong đệ nhị thế chiến, sân bay này phục vụ Royal Air Force ở Trung Đông với tên RAF Haifa.
Sân bay đã được mở cửa lại cho các tuyến bay vận chuyển hành khách năm 1948 với tuyến bay do hãng Cyprus Airways cung ứng. Mười năm sau, hãng Arkia Israel Airlines có hoạt động bay tại đây. Cho đến năm 1994, sân bay này được nâng thành quốc tế, với dự kiến các tuyến bay nối với châu Âu. Gần 1 năm sau, sân bay được đem ra bán quyền vận hành. Các công ty Bouygues cũng như British Aerospace Industries tỏ ý quan tâm.
Năm 1998, nhà ga mới được khai trương.
Năm 2001, người ta bắt đầu thảo luận đến việc mở rộng sân bay khi Bộ trưởng tài chính Silvan Shalom kêu gọi nguồn vốn 800 triệu NIS để nâng cấp sân bay này có tiêu chuẩn quốc tế.

## Hãng hàng không và tuyến bay
- Arkia (Eilat, Tel Aviv)
- Israir (Eilat, Tel Aviv)